# Jonathan Hunt (Politiker, 1738)

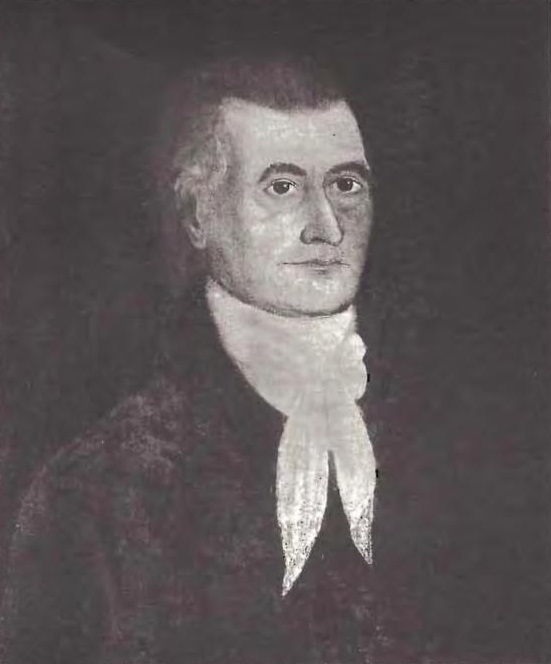
Jonathan Hunt

Jonathan Hunt (* 12. September 1738 in Northampton, Province of Massachusetts Bay; † 1. Juni 1823 in Vernon, Vermont) war ein US-amerikanischer Pionier, Landbesitzer und Politiker aus Massachusetts. Er war der siebte Vizegouverneur von Vermont, der letzte der Vermont Republic und gehörte der prominenten Vermonter Familie Hunt an.

## Leben
Hunt wurde in Northampton, Massachusetts, als Sohn von Captain Samuel Strong Hunt und Ann Hunt geborene Ellsworth geboren. Seine Urgroßmutter war Mary Webster, Tochter von John Webster Gouverneur der Kolonie von Connecticut.
General Arad Hunt, der ebenfalls in Vernon lebte, war sein Bruder. Arad Hunt diente in der Miliz von Vermont und war 1777 Mitglied der Westminster Convention. Er war ein prominenter früher Geldgeber des Middlebury College, dem er mehr als 5000 km² Land in Albany, Vermont schenkte. Zusammen mit seinem Bruder gehörten sie zu den größten Spekulanten in Vermont, besaßen Zehntausende von Hektar im ganzen Staat.
Hunt heiratete Lavina Swan am 12. August 1749. Lavinia stammt aus Massachusetts und war Schülerin von Präsident John Adams. Sie hatten vier Kinder, Ellen Francis Hunt, Anne Hunt, Lavina S. Hunt und Jonathan Hunt. Ihr Sohn war Abgeordneter für Vermont im Repräsentantenhaus der Vereinigten Staaten.  Die Tochter Ellen war verheiratet mit Lewis R. Morris, ebenfalls Abgeordneter für Vermont im Repräsentantenhaus der Vereinigten Staaten und Neffe von Gouverneur Morris.
Jonathan Hunt war einer der frühesten Siedler von Vermont und siedelte sich 1758 in Gilford an. Ihm wurden durch Benning Wentworth umfangreiche Ländereien in New Hampshire gewährt, auch durch Patent des Staates New York und weiteres Land kam nach Ankäufen hinzu.
Hunt gilt als einer der Begründer Vermonts sowie einer seiner frühesten Pioniere und größten Grundbesitzer. Er lebte in Vernon. Der Name der Stadt wurde von seiner Frau Lavinia vorgeschlagen. Als Hunt von der Vermont General Assembly die Ehre angetragen wurde, den Namen der Stadt, die er vertrat von Hinsdale in Huntstown zu ändern, zögerte er und fragte seine Frau um Rat. Diese schlug stattdessen Vernon vor. Vernon ist die einzige Stadt in Vermont, die von einer Frau benannt wurde.

## Politische Karriere
Hunt hatte verschiedene politische Positionen in Vermont inne. Er war 1781 Sheriff von Windham County und 1782 High Sheriff. Danach 1783 Richter am Gericht von Windham County. Der siebte Vizegouverneur von Vermont war er von 1794 bis 1796. Er war der letzte Vizegouverneur der unabhängigen Republic of Vermont. 1800 war Hunt Wahlmann für Vermont.
Das Governor Hunt house wurde von Hunt 1789 gebaut und beschrieben Herbert W. Congdon in „Old Vermont Houses,“ befindet sich heute auf dem Gelände des Kernkraftwerks Vermont Yankee.
Er starb in Vernon am 1. Juni 1823.